# Sensors, Inc.
Sensors, Inc. ist ein amerikanisches Unternehmen mit Sitz in Saline (Michigan). Die Firma ist Weltmarktführer bei Geräten zur mobilen Emissionsmessung von Fahrzeugen.
Sensors, Inc. wurde 1969 gegründet, um die an den Willow Run Laboratories der entwickelte Emissionsmesstechnik zu kommerzialisieren. Die Verschärfung des Clean Air Act 1970 schuf erstmals einen Bedarf dafür. Nur wenig entfernt vom Sitz des Unternehmens befindet sich das National Vehicle and Fuel Emissions Laboratory der EPA in Ann Arbor.
1999 wurde die deutsche Firma Sensors Devices übernommen. Der Europasitz von Sensors, Inc. befindet sich in Erkrath (Sensors Europe GmbH).
Produktreihen:
- SEMTECH[5]
- LASAR